# Rey Valera
Reynaldo Valera Guardiano (4 de mayo de 1954 en Meycauayan, Bulacán), conocido artísticamente como Rey Valera es un cantante, compositor, músico y director de cine filipino. Ha compuesto temas musicales para producciones cinematográficas. Siendo uno de los artistas más destacados en su país, como premio recibió su propia estrella en un paseo de fama en su ciudad natal.

## Carrera
Rey Valera comenzó su carrera en 1977, después haber formado parte de una banda musical de música electrónica durante siete años. Cuando se separó de su banda, lanzó su primer single como solista, haciéndose conocer por como cantante y compositor profesional en solitario. Su primer tema musical que lo llevó a la fama, fue "Ako si Superman", que lo compuso primeramente para que lo cantara Rico Puno. El antiguo jefe de una empresa de producciones llamada  "Vicor", le dio la oportunidad de interpretar su primer tema musical y al mismo tiempo Rey fue contratado por dicha casa de producciones. Rey ha compuesto y producido también temas musicales para otros artistas, entre ellos Rico Puno, con los temas musicales titulados "Perdón Na", "Pwede Ba", "Daigdig Ng Ala-ala" y luego para Pol. Enríquez, con el tema musical  "Ayoko na Sa Yo" y así sucesivamente para otros intérpretes. También los famosos intérpretes y compositores, produjieron los álbumes discográficos para Rey, como Naaalala Ka, Rey Valera vol. 2, Walang Kapalit, Hello, The Rey Valera Christmas Album, Gabay Mo Ako, Rey Valera's Greatest Hits Vol. 2, Walang Kapalit, Hola, Rey Valera Álbum de Navidad, Gabay Mo Ako, Rey Valera's Greatest Hits Vol.. 1, vRey Valera's Greatest Hits Vol. 1, Rey Valera's Greatest Hits Vol.. 2, Pirapirasong Ala-ala, Sa Kabila Ng Lahat, Kung Sakaling Iibig Muli, FM Ka, AM Ako, Home Sweet Home, Ang Mahalaga y entre otros. La mayoría de sus discos recibieron reconocimientos y premiaciones, obteniendo principalmente discos de oro y platino. Su música registrado bajo el sello discográfico de "Vicor Corporation", ha compilado en su biblioteca musical, famosas canciones que han sido publicados en 4 álbumes discográficos. Discos que recibieron el nombre bajo el título de "Walang Kapalit", esto por sus 40 años de aniversario de su carrera artística.

## Composiciones musicales en sus películas
Leyenda:

() Sólo música
(*) Música y canción
(**) Sólo tema
(***) Título de la película y el tema de la canción
(****) Música, película título, tema musical (mismo título de la canción como título de película)

| Películas                         | Actores/Actrices                        | Theme Song Used       |
| --------------------------------- | --------------------------------------- | --------------------- |
| Strangers in Paradise ****        | Lloyd Samartino/Snooky Serna            |                       |
| Hello Young Lovers ****           | Gabby Concepcion/Snooky Serna           |                       |
| Romansa *                         | Vilma Santos/Edu Manzano                |                       |
| Cristal ****                      | Lampel Cojuangco                        |                       |
| Exploitation ****                 | Alma Moreno                             |                       |
| Kabiyak *                         | Vilma Santos                            |                       |
| Annie Sabungera ****              | Nora Aunor/Rey Valera/ Ace Vergel       |                       |
| G.I. Baby *                       | Lampel Cojuangco                        |                       |
| Stepsisters *                     | Lorna Tolentino/Rio Locsin              | Tayong Dalawa         |
| Hiwalay *                         | Vilma Santos/Dindo Fernando             |                       |
| Sinasamba Kita ****               | Vilma Santos/Phillip Salvador           |                       |
| Burgis ****                       | Gabby Concepción                        |                       |
| Init o Lamig                      | Charito Solis/Elizabeth Oropesa         |                       |
| Juan Balutan                      | Niño Muhlach/Kristina Paner             |                       |
| Pusong Uhaw                       | Gina Alajar/Mark Gil                    |                       |
| Abigael ****                      | Cherie Gil/Alma Moreno/Gabby Concepción |                       |
| My Prince Charming *              | Janice de Belen/Gabby Concepción        |                       |
| Kung Kasalanan Man **             | Dina Bonnevie                           |                       |
| Abot Hanggang Sukdulan **         | Snooky Serna                            |                       |
| Kahit Wala Ka Na ***              | Sharon Cuneta/Richard Gómez             |                       |
| Babangon Ako at Dudurugin Kita ** | Sharon Cuneta/Christopher de Leon       |                       |
| Maging Sino Ka Man ***            | Sharon Cuneta/Robin Padilla             |                       |
| Sa Kabila Ng Lahat ***            | Dina Bonnevie/Nanette Medved            |                       |
| Barumbado                         | Robin Padilla                           |                       |
| Baricuatro                        | Sonny Parsons                           |                       |
| Boy Amores                        | Anthony Alonzo                          |                       |
| Carnap King                       | Robin Padilla                           |                       |
| UZI Brothers                      | Ronnie Ricketts/Sonny Parsons           |                       |
| Boy Kristiano                     | Bobby Zhornach                          |                       |
| To Mama With Love *               | Julie Vega/Janice de Belen              |                       |
| Noel Juico *                      | Raymart Santiago                        | Hintayin Mo Ako       |
| Hahalik Ka Rin Sa Lupa            | Sonny Parsons                           |                       |
| Isang Salop Na Bala               | Palito                                  |                       |
| Múltiple Murder                   | Jess Lapid Jr.                          |                       |
| Lumaban Ka, Sagot Kita Sa Diyos * | Julio Diaz/Tommy Abuel                  |                       |
| Asiong Salonga 3                  | E.R./Ejercito                           |                       |
| Mana Sa Ina                       | Rita Avila                              |                       |
| Iisa-isahin Ko Kayo *             | Ronnie Ricketts                         |                       |
| Sisingilin Ko Ng Dugo *           | Patrick dela Rosa                       |                       |
| Kumander Tata                     | Jess Lapid Jr.                          |                       |
| Bahala na Gang                    | Sonny Parsons                           |                       |
| Ambush                            | Ronnie Ricketts                         |                       |
| Salisi Gang                       | Sonny Parsons                           |                       |
| Masikip Ang Langit                | Jess Lapid Jr.                          |                       |
| Kalawang Sa Bakal                 | Ricky Davao                             |                       |
| Anak Ni Baby Ama                  | Robin Padilla                           |                       |
| Pangako Sa iyo ***                | Sharon Cuneta/Bong Revilla              |                       |
| Tayong Dalawa ***                 | Sharon Cuneta/Gabby Concepción          |                       |
| Kung Tayo'y Magkakalayo ***       | Sheryll Cruz/Romnick Sarmenta           |                       |
| Una Kang Naging Akin **           | Sharon Cuneta/Gabby Concepción          | Kung Kailangan Mo Ako |
| Hari Ng Selda *                   | Robin Padilla/ Angelika dela Cruz       | Batang Bilanggo       |
| Walang Kapalit ***                | Sharon Cuneta/Richard Gómez             |                       |
| Tampisaw *                        | Aleck Bovick                            | Ambon                 |
| Masarap Na Pugad *                | Aleck Bovick/Gary Estrada               | Bangka                |
| Kerida *                          | Aleck Bovick/Mark Gil/Gardo Versoza     | Nagpapanggap          |
| Makamundo *                       | Gardo Versoza                           | Mundo ng Makamundo    |
| Mapupulang Labi                   | Maye Tongco                             |                       |
| Sex Scandal                       | Allen Dizon                             |                       |
| U-Belt *                          | Aleck Bovick                            | Butas ng Karayom      |
| Naglalayag **                     | Nora Aunor                              | Sa Gitna ng Buhay Ko  |

## Cronología
| Datos     | Comentarios |
| --------- | --- |
| 1977      | Wrote and sung "Ako Si Superman" November: wrote the song 'Mr. D.J." and 'Kahit Maputi Na Ang Buhok Ko" for Sharon Cuneta. Both songs received Gold Record Awards. |
| 1978      | October:Received his first Gold Record Award for single entitled "Naaalala Ka". He wrote the song "Sorry Na, Puwede Ba" for Rico Puno while doing his first album that same year. |
| 1979      | Joined Blackgold Records, a sister company of Vicor Music Corporation, as a record producer. He rose to the position of assistant Vice President for Research and Composition. That same year he waxed his record album with hits such as Maging Sino Ka Man, Malayo Pa Ang Umaga, etc. Tried to venture in music directional jobs. |
| 1980      | Rey Valera started writing songs for other singers again, this time for Geraldine with the song "Pangako", and Lirio Vital's "Naniniwala Ako Sa Iyo". |
| 1981      | February: he was awarded the Gold Record Award for the hit single "Kung Kailangan Mo Ako". June: he received the Gold Album Award from a compilation of his past hits titled "Rey Valera's Greatest Hits". October: he represented the Philippines as a songwriter in the first Asean Song Festival held in Kuala Lumpur, Malaysia. he was also awarded the Gold Record Award for the album entitled, "Walang Kapalit". November: bagged the title "Juke Box King of the Year".    |
| 1982      | Received "The King Of Tagalog Songs" award. Tried the movies via Annie Sabungera with Nora Aunor. |
| 1983      | March: He sang the song "Gabay Mo Ako", as one of the finalist in the Metro Manila Pop Music Festival. It was in March also when his long playing album "Hello" became another Gold Record. April: Received the title "Entertainer of the Year". May: Held the title, "King of Tagalog Songs" for the second time. December: Rey Valera's Greatest Hits" album became Platinum Record. This was also the year that an impostor used Rey Valera's name to his disastrous advantage. |
| 1984      | Transferred to Wea Records and waxed his last album. He wrote another gold hit song entitled, "Pirapirasong Alaala" for another female singer. Dropped show business. Went back to his family to make up for lost days. He joined the movie industry now as a musical director. |
| 1985-1986 | The country saw the economic crisis that led to the downfall of the local music industry. During these times, Rey Valera relied heavily on his movie scoring works, devoted his time to his promotion business, while anticipating the comeback for the Golden Era of the Philippine Music Industry. |
| 1988      | TV Personality, comedian, and fellow Bulakeño Bert Marcelo persuaded Rey to make a comeback in live performances and join him in a series of concerts called "Hatid Saya" in Europe and Middle East. |
| 1989      | Began training and introducing aspiring composers to professional songwriting and studioworks. |
| 1992      | Joined Sharon Cuneta in her Mega concert in U.S. and Japan. |
| 1993-1994 | Member of the Board of Directors - FILSCAP |
| 1994      | Nominee, Best Original Song Category - "Kung Tayo'y Magkakalayo". |
| 2000      | Joined forces with Freddie Aguilar, Mike Hanopol, Vehnee Saturno, and formed the group, SAGA (Songs And Generations After). The group recorded one album, and performed one major concert in Canada. It was their first and last concert as SAGA, and the group disbanded months later. |
| 2002      | Merged with Rico Puno and Hajji Alejandro, in a series of "The Greatest Hits" concerts. |
| 2003      | The group "Greatest Hits 5" or "GH5" was formed with Rey Valera, Hajji Alejandro, Rico Puno, Marco Sison and Nonoy Zuñiga which continues to perform locally and internationally. Recipient, Lifetime Achievement for Music 8th Tinig Awards from The National Press Club |
| 2004      | Participant, Travel Advocacy Campaign, Department of Tourism, "Biyahe Tayo", WOW Philippines. Winner, Best Song Category, "Sa Gitna Ng Buhay Ko" for the movie "Naglalayag", Metro Manila Film festival |
| 2005      | July: Released the "Panghabangbuhay" album with his children's band called "Saling Ket". Awardee, 18th Awit Awards Dangal ng Musikang Pilipino - Lifetime Achievement Award, given by The Philippine Association of Recording Industries |
| 2006      | November 9: Inducted to Bulacan's own Walk of Fame, in the "Hardin ng Sining at Bayani", Malolos Bulacan |
| 2007      | August 17: The 1st Ikon Asean music competition was held, and Vina Morales won as the 1st Asean Ikon Champion with her interpretation of Rey's song, "Pangako" |